# Igreja de Nossa Senhora do Bom Despacho (Cuiabá)
A Igreja de Nossa Senhora do Bom Despacho é uma igreja com características neogóticas, localizada no município brasileiro de Cuiabá, estado de Mato Grosso. A igreja, dedicada a Nossa Senhora do Bom Despacho, está localizada no alto do Morro do Seminário, ao lado do Seminário da Conceição.
Uma igreja dedicada à Nossa Senhora foi uma das primeiras a 

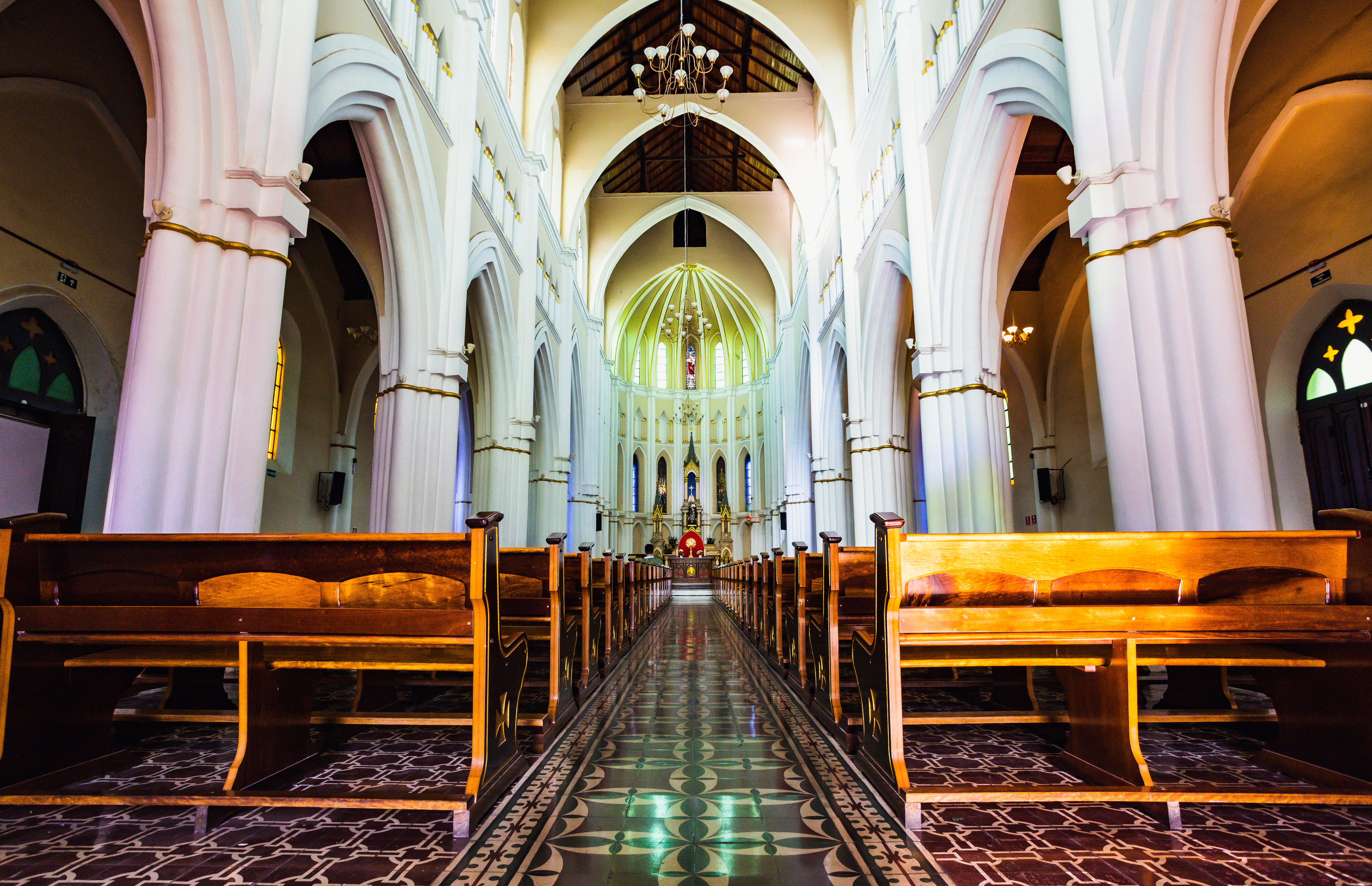
Interior da Igreja

serem levantadas em Cuiabá, neste mesmo local, ainda no século XVIII. A construção atual, entretanto, data de 1918, iniciada durante a presidência estadual de Dom Francisco de Aquino Correia, que também era arcebispo de Cuiabá na época. Tombada estadualmente em 1977, passou por processo de reforma recentemente, tendo sido reaberta em 2004.